# Китайская католическая патриотическая ассоциация
Кита́йская католи́ческая патриоти́ческая ассоциа́ция (кит. трад. 中國天主教愛國會, упр. 中国天主教爱国会, пиньинь Zhōngguó Tiānzhǔjiào Àiguó Huì, также Патриотическое объединение католической церкви, Китайская патриотическая католическая церковь) — это организация, созданная в 1957 году Бюро по делам религий Китайской Народной Республики для надзора за католиками материкового Китая. В своей энциклике Ad Apostolorum Principis от 29 июля 1958 года Папа Пий XII выразил сожаление по поводу отношения и деятельности Ассоциации и объявил епископов, участвовавших в посвящении новых епископов, выбранных Ассоциацией, отлученными от церкви. Папа Бенедикт XVI назвал агентов Ассоциации людьми, которые, хотя и не рукоположены в священники, а иногда и не крещены, «контролируют и принимают решения по важным церковным вопросам, включая назначение епископов». Организация находится под контролем Департамента по работе с Объединенным фронтом Коммунистической партии Китая после того, как Государственное управление по делам религий вошло в состав Департамента по работе с Объединенным фронтом в 2018 году.
Это единственный организационный орган католиков в Китае, официально признанный правительством Китайской Народной Республики, но не признанный Ватиканом. Тем не менее, Святой Престол проводит различие между Церковью в Китае и Китайской католической патриотической ассоциацией как таковой, и с 1980-х годов признал почти всех назначенных Ассоциацией епископов законными и находящимися в полном общении с Католической церковью, хотя и на индивидуальной основе. Ватикан продолжает стремиться к постоянному урегулированию этого вопроса путем переговоров с политическими властями КНР.
Китайская католическая патриотическая ассоциация не контролирует католиков в Макао и Гонконге, епископы которых сохраняют связи с Католической церковью в Риме.

## История
В начале 50-х годов XX века в КНР началось преследование Римско-Католической Церкви. Большинство иностранных католических миссионеров было депортированы из КНР. Многие из католического духовенства китайского происхождения были арестованы и заключены в тюрьму. Приходы и монастыри закрывались. Римско-Католическая церковь была вынуждена уйти в подполье. В это время возникло «Движение трёх автономий», которое стремилось смягчить гонения, сотрудничая с коммунистическими властями КНР. «Движение трёх автономий» объединяло протестантские общины и небольшую группу католиков. В 1954 году представители самых крупных протестантских общин собрались на конференцию и образовали «Тройственное Патриотическое движение», которое находилось под контролем Государственной Администрации по религиозным делам. В 1958 году по аналогии с действиями протестантов была созвана католическая конференция, которая объявила о создании «Католической Патриотической Ассоциации», независимой от Ватикана. Участники конференции объявили, что главной целью создания этой организации было сотрудничество с властями КНР. Организаторы конференции выпустили документ, в котором утверждалось, что «Католическая Патриотическая Ассоциация» разрывает все политические и административные отношения с Ватиканом, сохраняя при этом вероучительные основы Католической Церкви.
Из-за массовой высылки иностранных епископов 120 китайских епархий остались без своих ординариев. В ответ на это многие китайские священники из «Католической Патриотической Ассоциации» начали выдвигать из своих рядов кандидатуры на рукоположение в епископов. Были высланы списки кандидатов на рукоположение в Ватикан. Однако, Ватикан не одобрил кандидатуры, зная о том, что эти кандидаты находятся под контролем государственной власти.
13 апреля 1958 года епископ Ли Даонан из Патриотической Церкви рукоположил двух священников в епископов, тем самым, нарушив каноническое право Католической Церкви, запрещающее рукополагать во епископы без согласия Святого Престола. 29.06.1958 года из Ватикана последовала резкая реакция в виде энцилики Римского папы Пия XII «Ad Apostolorum Principis», в которой понтифик осудил незаконные рукоположения в Патриотической Церкви и действия властей КНР.
К 1962 году в Патриотической Католической Церкви было рукоположено 42 епископа, что значительно укрепило раскол между Святым Престолом и Патриотической Католической Церковью.
Во время «Культурной революции» 1966 года всякая религиозная деятельность, в том числе и Патриотической Католической Церкви, в КНР была запрещена. Храмы перестраивались в фабрики и мастерские. В 1976 году, после окончания «Культурной революции» началось постепенное восстановление религиозной деятельности в КНР. В 1978 году на Китайской Народной совещательной конференции было принято решение признать даосизм, буддизм, ислам и христианство традиционными религиями Китая. В 1982 году принятая Конституция КНР признала право граждан на свободное вероисповедание. Однако вскоре Китайское правительство выпустило ряд документов, ограничивающих деятельность католиков в стране. В феврале 1989 года китайское правительство приняло документ № 3 «Усиление контроля над Католической Церковью в условиях новой ситуации»; в феврале 1991 года — документ № 6 «Некоторые вопросы, касающиеся дальнейшего улучшения работы в сфере религии». В этих правительственных документах предписывалась новая регистрация религиозных общин, что вновь загоняло в подполье верные Ватикану католические общины. В 1999 году, после закрытия религиозной организации Фалуньгун, начались аресты католиков, которые не подчинялись Патриотической Католической Церкви и собирались на свои богослужения в подпольных условиях.
В настоящее время в Китае 17 тысяч зарегистрированных протестантских и католических общин, принадлежащих к Китайской Патриотической Церкви. Католические общины, признающие Ватикан, в основном действуют в подполье.

## Реакция Ватикана
Каноническое право Католической Церкви от 1917 года в каноне 2314 признает общины, не подчиняющиеся Ватикану раскольническими. В 1957 году Римский папа Пий XII отлучил от Церкви рукоположённых без согласия Святого Престола епископов Патриотической Католической Церкви. Во время понтификата Римского папы Иоанна Павла II кандидатуры на епископство в Патриотической Церкви посылались в Ватикан и ожидались его одобрения. В последние годы своего понтификата Иоанн Павел II одобрил некоторые кандидатуры, тем самым пытаясь преодолеть раскол в китайской общине Католической Церкви.
Ватикан признает таинства Патриотической Католической Церкви, в том числе и рукоположения епископов, действительными, но не законными. Большинство священников Патриотической Католической Церкви (до 70 %) обслуживают не только зарегистрированные государственной властью католические общины Патриотической Церкви, но и подпольные.
В 2000 году Иоанном Павлом II были канонизированы 120 китайских мучеников, что вызвало резкую негативную реакцию китайского правительства, которое обвинило Ватикан, что он объявляет святыми иностранных миссионеров, которые совершали преступления против китайского народа.
В октябре 2005 года Римский папа Бенедикт XVI пригласил в Рим на Архиерейский синод трёх епископов из Патриотической Церкви, чтобы они могли участвовать в работе синода в качестве полноправных членов. Однако, правительство Китая не выдало им разрешение на выезд за границу и вновь обвинило Ватикан в односторонних и несогласованных действиях.

## Изменения в учении Католической церкви
Патриотическая Католическая Церковь не признает решений Ватикана, принятых после 1949 года. Таким образом, в этой католической общине существуют споры относительно догмата об Успении Пресвятой Богородицы, решений II Ватиканского Собора и ряда литургических реформ. В социальном учении Патриотическая Католическая Церковь следует социальной программе Коммунистической партии Китая, которая в области планирования семьи противоречит учению Римско-Католической Церкви.

## Список председателей
- Иосиф Цзун Хуайде (1980—1997)
- Михаил Фу Тешань (1998—2007)
- Иоанн Фан Синъяо (с 2010)

## Источник
- Thomas J. Bauer, M.M.: «The Systematic Destruction of the Catholic Church in China», New York: World Horizons Report № 11, 1954
- Eric O. Hanson. Catholic politics in China and Korea (англ.). — Maryknoll, N.Y: Orbis books, 1980. — 140 p.
- Angelo S. Lazzarotto. La Chiesa cattolica in Cina, la politica di libertà (итал.). — Milano: Jaca Book, 1982. — 264 p. — ISBN 881635061X. — ISBN 978-8816350618.
- James T. Myers. Enemies Without Guns: The Catholic Church in The People’s Republic of China (англ.). — New York, 1991. — ISBN 0-943852-91-9.
- Beatrice K.F. Leung. Sino-Vatican Relations: Problems in conflicting authority 1976—1986, New York (англ.). — Cambridge University Press, 1992. — ISBN 0-521-38173-8.
- Anthony S.K. Lam. The Catholic Church in Present-Day China: Through Darkness and Light (англ.). — Hongkon: Holy Spirit Study Centre, 1997. — ISBN 962-85140-2-4.
- Stephen Uhalley jr., Xiaoxin Wu. China and Christianity: Burdened Past, Hopeful Future (англ.). — Armonk, New York — London: M.E. Sharpe, 2000. — 499 p. — ISBN 0-7656-0661-5.
- Anthony S.K. Lam. Decades of Vacillation: Chinese Communist Religious Policy and Its Implementation (англ.). — Hongkong: Holy Spirit Study Centre, 2003. — 118 p. — ISBN 962-86367-3-1.
- Jean-Paul Wiest. «Christianity in China», i New Catholic Encyclopedia (англ.). — 2nd ed.. — Washington D.C., 2003. — ISBN 0-7876-4007-7.
- Beatrice K.F. Leung, William T. Liu. The Chinese Catholic Church in Conflict: 1949—2001 (англ.). — Boca Raton, FL: Universal Publishers, 2004. — 364 p. — ISBN 1-58112-514-3.
- Guide to the Catholic Church in China 2004 (англ.) / Jean Charbonnier, M.E.P.. — Singapore: China Catholic Communication, 2004.
- Elmer Wurth, M.M. Papal Documents Related to China 1937—2005 (англ.). — Hongkong: Holy Spirit Study Centre, 2006. — 456 p. — ISBN 978-962-86367-9-2.